# Сестрица Вела
Сестрица Вела је ненасељено острвце у хрватском дијелу Јадранског мора. Налази се у Корнатском архипелагу. Њена пофвршина износи 0,098 km², док дужина обалне црте износи 1,38 km. Грађена је од кречњака кредне старости. На острвцету се налази свјетионик Вела Сестрица из доба Аустроугарске, у којем је смјештена и метеоролошка станица. Такође, дио је Парка природе Телашћица.
Годишњи ход температуре на острву је маритимно–континентални, с годишњом амплитудом од 16,5 °C, што показује да су маритимни утицаји израженији од континенталних. Најнижа средња мјесечна темепратура је ради утицаја термичких својстава мора забиљежена у фебруару, док је у околини забиљежена у јануару. Маритимни утицај исказује се и у томе да су највише средње темепратуре на климатолошкој станици забиљежене у августу, за разлику од приобалних копнених станица, гдје су забилежене у јулу. Годишње, на острвцету је 0,1 дана с мразом. Просјечна количина падавина која падне на острвцету износи 845 mm. Главнина падавина је киша, док се снијег појави у просјеку један дан годишње. Магла је ријетка појава, у просјеку 5,6 дана годишње, док је сумаглица чешћа, просјечно 66,3 дана годишње. Од вјетрова, превладава бура, коју по учесталости слиједе југо и западњак.